# 홍콩 10호 간선

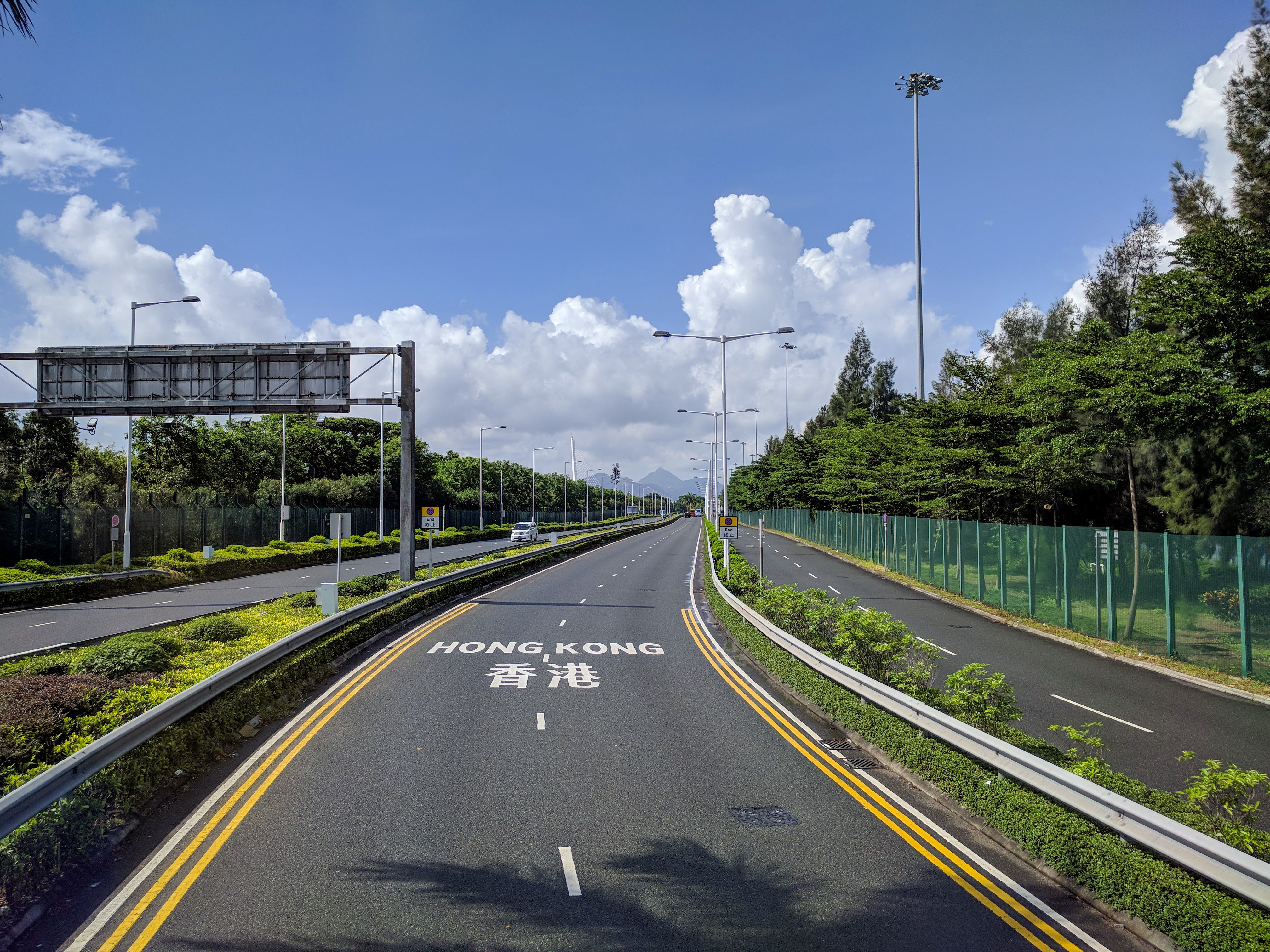
홍콩에서 중국 선전시까지 진입하는 홍콩 10호 간선도로의 실제 구간을 가진 모습.

홍콩 10호 간선의 실제 구간

홍콩 10호 간선(중국어: 十號幹線, Route 10)은 홍콩 위안랑구 람테이에서 중화인민공화국 광둥성 선전시의 서커우까지 이어주는 총 연장 10.9 km 거리를 가진 홍콩의 간선 도로이다. 그래서 이 도로가 자동차 전용도로로 지정되어 있는 것으로 나와 있다.

## 주요 경유지
- 위안랑구 : 람테이 (기점, 홍콩 9호 간선과 교행)
- 후하이만 (Deep Bay) : 선전-홍콩 서부 통도(영어판)
- 중화인민공화국 선전시 서커우 : 선전만 구안(영어판)

## 같이 보기
- 선전-홍콩 서부 통도(영어판)